# Pável Zhmylev
Pável Yúrievich Zhmylev (translitera al cirílico Павел Юрьевич Жмылев) 1950 - ) es un botánico ruso, que trabaja extensamente en el "Instituto Komarov de Botánica", Academia Rusa de Ciencias, en San Petersburgo.
- La abreviatura «Zhmylev» se emplea para indicar a Pável Zhmylev como autoridad en la descripción y clasificación científica de los vegetales.[1]